# Galeodes kermanensis
Espèce
Galeodes kermanensis est une espèce de solifuges de la famille des Galeodidae.

## Distribution
Cette espèce est endémique d'Iran. Elle se rencontre vers Kerman.

## Description
Le mâle mesure 48 mm et la femelle 53 mm

## Étymologie
Son nom d'espèce, composé de kerman et du suffixe latin -ensis, « qui vit dans, qui habite », lui a été donné en référence au lieu de sa découverte, Kerman.

## Publication originale
- Birula, 1905 : Beiträge zur Kenntnis der Solifugen-Fauna Persiens. Bulletin de l'Académie impériale des sciences de St.-Pétersbourg, sér. 5, vol. 22, p. 247-286 (texte intégral).